# Jakob Arjouni
Jakob Arjouni, właśc. Jakob Michelsen (ur. 8 października 1964 we Frankfurcie nad Menem, zm. 17 stycznia 2013 w Berlinie) – niemiecki pisarz.

## Życiorys
Jest synem dramatopisarza Hansa Güntera Michelsena. Studiował we Francji, jako pisarz debiutował w 1985 roku kryminałem Happy Birthday, Türke!. Jej głównym bohaterem jest prywatny detektyw tureckiego pochodzenia, wychowywany jednak w niemieckiej rodzinie, Kemal Kayankaya. Książka w 1992 została zekranizowana, a Arjouni napisał jeszcze trzy książki z tym bohaterem w roli głównej. jest również autorem powieści, zbiorów opowiadań oraz sztuk teatralnych. Na język polski przetłumaczono dwa pierwsze tomy z cyklu o Kayankayi oraz zbiór opowiadań Idioci. Pięć bajek. Przed współczesnymi bohaterami powyższych opowiadań staje wróżka mogąca zrealizować jedno ich życzenie.

## Twórczość

### Seria z Kemalem Kayankaya
- 1985 - Happy Birthday, Türke! (wyd. pol. pt. Happy birthday, Turku!, przekł. Andrzej Kopacki, Warszawa 1992)
- 1987 - Mehr Bier (wyd. pol. pt. Więcej piwa, przekł. Andrzej Kopacki, Warszawa 1992)
- 1991 - Ein Mann ein Mord
- 2001 - Kismet

### Powieści
- 1996 - Magic Hoffmann
- 2004 - Hausaufgaben
- 2006 - Chez Max
- 2009 - Der heilige Eddy

### Zbiory opowiadań
- 1998 - Ein Freund
- 2003 - Idioten. Fünf Märchen (wyd. pol. pt. Idioci. Pięć bajek, przekł. Barbara Niedźwiecka, Warszawa 2006)